# 罗德里格斯茜草
罗德里格斯茜草（学名：[Ramosmania rodriguesii] 错误：{{Lang}}：文本有斜体标记（帮助））是一种极危的茜草，它们是罗德里格斯岛的特有种。

## 历史
罗德里格斯茜草最初于1877年由一个欧洲游客经过罗德里格斯岛时发现并记录下了其图像。20世纪50年代，该物种被推测已经灭绝。直到1979年，一棵存活的植株被一名学生再次发现。从其切下的插枝被带到邱园中培养，然而它们虽然定期产花却从未产出过种子。
直至2003年，在园艺学家Carlos Magdalena发现如何使雄株产出雌花后，罗德里格斯茜草结出了第一颗带有可生长种子的果实。缓慢却稳定的努力使得罗德里格斯茜草的植株数量上升并加速了其授粉过程。